# La Marque
La Marque è un centro abitato degli Stati Uniti d'America situato nella contea di Galveston dello Stato del Texas.
La popolazione era di 14.509 persone al censimento del 2010.

## Geografia fisica
La Marque è situata a 29°22′00″N 94°58′26″W (29.366684, -94.973922), circa 50 miglia a sud di Houston
Secondo lo United States Census Bureau, ha un'area totale di 14,3 miglia quadrate (37 km²), di cui 14,2 miglia quadrate (37 km²) di terreno e 0,04 miglia quadrate (0,10 km², 0.28%) d'acqua.

## Società

### Evoluzione demografica
Secondo il censimento del 2000, c'erano 13.682 persone, 5.237 nuclei familiari e 3.713 famiglie residenti nella città. La densità di popolazione era di 962,0 persone per miglio quadrato (371,5/km²). C'erano 5.732 unità abitative a una densità media di 403,0 per miglio quadrato (155,6/km²). La composizione etnica della città era formata dal 55,84% di bianchi, il 34,69% di afroamericani, lo 0,46% di nativi americani, lo 0,47% di asiatici, lo 0,03% di isolani del Pacifico, il 6,21% di altre razze, e il 2,31% di due o più etnie. Ispanici o latinos di qualunque razza erano il 15,43% della popolazione.
C'erano 5.237 nuclei familiari di cui il 30,4% aveva figli di età inferiore ai 18 anni, il 48,3% erano coppie sposate conviventi, il 17,2% aveva un capofamiglia femmina senza marito, e il 29,1% erano non-famiglie. Il 24,7% di tutti i nuclei familiari erano individuali e il 10,7% aveva componenti con un'età di 65 anni o più che vivevano da soli. Il numero di componenti medio di un nucleo familiare era di 2,58 e quello di una famiglia era di 3,06.
La popolazione era composta dal 25,7% di persone sotto i 18 anni, il 9,0% di persone dai 18 ai 24 anni, il 26,2% di persone dai 25 ai 44 anni, il 23,5% di persone dai 45 ai 64 anni, e il 15,6% di persone di 65 anni o più. L'età media era di 38 anni. Per ogni 100 femmine c'erano 90,4 maschi. Per ogni 100 femmine dai 18 anni in giù, c'erano 86,9 maschi.
Il reddito medio di un nucleo familiare era di 34.841 dollari, e quello di una famiglia era di 39.081 dollari. I maschi avevano un reddito medio di 32.099 dollari contro i 27.292 dollari delle femmine. Il reddito pro capite era di 17.518 dollari. Circa il 13,5% delle famiglie e il 17,5% della popolazione erano sotto la soglia di povertà, incluso il 26,6% di persone sotto i 18 anni e il 9,8% di persone di 65 anni o più.